# Astromula
Astromula is een kevergeslacht uit de familie van de boktorren (Cerambycidae). De wetenschappelijke naam van het geslacht werd voor het eerst geldig gepubliceerd in 1965 door Chemsak & Linsley.

## Soorten
Astromula is monotypisch en omvat slechts de volgende soort:
- Astromula nitidum Chemsak & Linsley, 1965